# Punta Bote
La punta Bote (51°51′S 58°13′O / -51.850, -58.217) se encuentra en el este de la isla Soledad del archipiélago de las Malvinas. Administrativamente pertenece al departamento Islas del Atlántico Sur de la provincia de Tierra del Fuego, Antártida e Islas del Atlántico Sur.
Esta punta cierra por el sur a la rada Agradable, y hacia el este despide una roca del mismo nombre. Además, se encuentra al norte de las islas Cachiyuyo.